# Zecharias Frankel
Zacharias Frankel (Prága, 1801. október 1. – Boroszló, 1875. február 13.) az újkor egyik jelentős zsidó teológusa.

## Élete
Prágában született, és szülővárosában megkezdett teológiai és gimnáziumi tanulmányait Pesten folytatta. Pesten négy évig (1831-ig) élt nevelőként, és az első zsidó volt, aki a bölcsészdoktori szigorlatot letette az egyetemen. 1832-től kerületi rabbi volt Teplicben, 1836-tól Drezdában, ahol sikeresen működött a zsidók polgári és társadalmi állása tekintetében. A szász országgyűlés elé terjesztett munkája Die Eidesleistung der Juden in theol. u. histor. Beziehung (Lipcse 1840, 2. kiad. 1847) több német államban a régi, megalázó úgynevezett zsidóeskü eltörlését eredményezte. 1854-ben a Boroszlóban alapított zsidó teológiai szeminárium igazgatójának nevezték ki. Ennek az első német rabbiképző intézetnek – mint a tudományos kutatás, és a mérsékelt haladás embere – állt 21 éven át, az élén élete végéig az élén. Az intézet neki köszönhette jelentőségét, és akkoriban mértékadó irányát.
Frankel több folyóiratot is szerkesztett, például Zeitschrift für d. relig. Interessen d. Judenthumsot (Berlin, 1844–1845, Lipcse 1846), illetve az általa kiadott Monatsschrift für Gesch. u. Wissenschaft d. Judenthumsot (Boroszló 1852–1868), melyet Heinrich Graetz és Frankl P. J. berlini rabbi 1889-től folytattak. Frankel számos kisebb-nagyobb tudományos cikken és értekezésen kívül nagyobb alkotásokat is írt: 
- Vorstudien z. Septuaginta (Lipcse 1841),
- Der gerichtliche Beweis nach mosaisch-talm. Rechte (Berlin 1846),
- Über d. Einfluss d. palästinensischen Exegese au die alexandrin Hermeneutik (Lipcse, 1851),
- Hodegetica in Mischnam librosque cum ea conjuctus (héb. Dárkéhamisná, uo. 1859),
- Über palaestin. u. alexandrin. Schriftforschung (Boroszló 1854),
- Grundlinien d. mosaisch.-talmudisch. Eherechts (uo. 1859).
- Entwurfeiner Gesch. d. nachtalm. Responsen (uo. 1865),
- Introductio in Talmud Hierosolymitanum (héb. Mevó há-jerusálmi, uo. 1870),
- Zu dem Targum d. Propheten (uo. 1872),
- a jeruzsálemi talmud két könyvének bő kommentárral ellátott kritikai kiadása (uo. 1874.) is az ő nevéhez fűződik.

Boroszlóban hunyt 1875-ben, 73 éves korában.